# Мираж
Мира́ж (фр. mirage — букв. видимость) — оптическое явление в атмосфере: преломление потоков света на границе между резко различными по плотности и температуре слоями воздуха. Для наблюдателя такое явление заключается в том, что вместе с реально видимым отдалённым объектом (или участком неба) также видно и его отражение в атмосфере.
Слово мираж происходит от французского mirage, которое в свою очередь произошло от латинского mirare, что означает «смотреть, удивляться».

## Классификация
Миражи делят на: 
- нижние, видимые под объектом;
- верхние, видимые над объектом;
- боковые.

### Нижний мираж
Наблюдается при вертикальном градиенте температуры (падении её с высотой) над перегретой ровной поверхностью, часто пустыней или асфальтированной дорогой. Мнимое изображение неба создаёт при этом иллюзию воды на поверхности. Так, на уходящей вдаль дороге в жаркий летний день видится лужа.

### Верхний мираж
Наблюдается над холодной земной поверхностью при инверсном распределении температуры (температура воздуха повышается с увеличением высоты).
Верхние миражи случаются в целом реже, чем нижние, но чаще бывают более стабильными, поскольку холодный воздух не имеет тенденции двигаться вверх, а тёплый — вниз.
Верхние миражи являются наиболее распространёнными в полярных регионах, особенно на больших ровных льдинах со стабильной низкой температурой. Такие условия могут возникать над Гренландией и в районе Исландии. Возможно, благодаря этому эффекту, получившему название хиллингар (от исландского hillingar), первые поселенцы Исландии узнали о существовании Гренландии.
Верхние миражи также наблюдаются в более умеренных широтах, хотя в этих случаях, они слабее, менее чёткие и стабильные. Верхний мираж может быть прямым или перевёрнутым, в зависимости от расстояния до истинного объекта и градиента температуры. Часто изображение выглядит как фрагментарная мозаика прямых и перевёрнутых частей.
Верхние миражи могут иметь поразительный эффект за счёт кривизны Земли. Если изгиб лучей примерно такой же, как кривизна Земли, лучи света могут перемещаться на большие расстояния, в результате чего наблюдатель видит объекты, находящиеся далеко за горизонтом. Это наблюдалось и задокументировано в первый раз в 1596 году, когда судно под командованием Виллема Баренца в поисках Северо-восточного прохода застряло во льдах на Новой Земле. Экипаж был вынужден пережидать полярную ночь. При этом восход солнца после полярной ночи наблюдался на две недели раньше, чем ожидалось. Лишь в 20-м веке это явление было объяснено, и получило название «Эффект Новой Земли».
Таким же образом, корабли, находящиеся на самом деле так далеко, что они не должны быть видны над горизонтом, могут появиться на горизонте, и даже над горизонтом, как верхние миражи. Это может объяснить некоторые истории о полётах кораблей или прибрежных городов в небе, как описано некоторыми полярниками.

### Боковой мираж
Боковые миражи могут возникать как отражение от нагретой отвесной стены. Описан случай, когда ровная бетонная стена крепости вдруг заблистала, как зеркало, отражая в себе окружающие предметы. В жаркий день мираж наблюдался всякий раз, когда стена достаточно нагревалась солнечными лучами.

### Фата-моргана
Сложные явления миража с резким искажением вида предметов носят название Фата-моргана. Фа́та-морга́на (итал. fata Morgana  — фея Моргана, по преданию, живущая на морском дне и обманывающая путешественников призрачными видениями) — редко встречающееся сложное оптическое явление в атмосфере, состоящее из нескольких форм миражей, при котором отдалённые объекты видны многократно и с разнообразными искажениями.
Фата-моргана возникает в тех случаях, когда в нижних слоях атмосферы образуется (обычно вследствие разницы температур) несколько чередующихся слоёв воздуха различной плотности, способных давать зеркальные отражения. В результате отражения, а также и преломления лучей, реально существующие объекты дают на горизонте или над ним по нескольку искажённых изображений, частично накладывающихся друг на друга и быстро меняющихся во времени, что и создаёт причудливую картину фата-морганы.
Миражи можно наблюдать с любой высоты в пределах земной атмосферы, в том числе из гор или самолётов.

### Броккенский призрак
Броккенский призрак появляется, когда Солнце светит из-за альпиниста, смотрящего вниз с хребта или пика в туман. Тень альпиниста идёт сквозь туман, часто принимая причудливые угловатые очертания, вызванные перспективой. Кажущееся увеличение размеров тени — оптическая иллюзия, объясняемая тем, что наблюдатель соизмеряет свою тень, лежащую на относительно близких облаках, с далёкими объектами поверхности, видимой сквозь просветы в облаках; или когда невозможно сориентироваться в тумане и соизмерить размеры. Кроме того, тени попадают на капли воды, находящиеся на различных расстояниях от глаз, что нарушает восприятие глубины.
Броккенский призрак зачастую окружён светящимися кольцами разного цвета — глорией. Они появляются прямо напротив Солнца, когда солнечный свет отражается от облаков, состоящих из капель воды одинакового размера, вследствие рефракции света, по сути являясь разновидностью радуги.

### Фантом дальнего видения
Одним из ярких примеров таких фантомов является «летучий голландец». Согласно морским мифам, капитан корабля-призрака навеки осуждён скитаться по морским просторам, нигде не причаливая. Моряки от встречи с мистическим кораблём никогда ничего хорошего не ждали — она всегда знаменовала несчастья и кораблекрушение.
Почти все истории о нём звучали приблизительно одинаково — призрачное судно плыло прямо на них, не отвечало на сигналы и крики, а потом неожиданно пропадало в тумане. На самом деле, команда корабля видела перед собой проекцию кораблей, что находились в это время на огромном расстоянии от них.
Мираж дальнего видения появляется тогда, когда земная поверхность нагревает воздушные массы, после чего они уходят вверх и охлаждаются. Если наверху над слоем холодных воздушных масс в силу тех или иных причин окажется более тёплый (например, его сюда занесли ветра с юга) и при этом сильно разреженный слой, а разница температуры между ними окажется довольно большой, то произойдёт рефракция. Световые лучи, которые отражаются от предметов, что расположены на земной поверхности, сделают дугу и уйдут обратно вниз, но уже не к своему непосредственному источнику. Они оказываются в десятках, а иногда и в сотнях километрах от него.

## Мираж в ночное время
Условия для возникновения миража могут произойти и ночью. В большинстве случаев этого не наблюдается. Однако при некоторых обстоятельствах огни от движущихся транспортных средств, самолётов, кораблей, зданий и т. д., которые можно наблюдать ночью, как и в случае с дневным миражом будут не видны. То же самое может произойти с астрономическими объектами.

## Примечание
1. ↑  Definition of Mirage (англ.). Merriam-Webster. Дата обращения: 8 декабря 2019. Архивировано 8 декабря 2019 года.
2. ↑  Oswalt W. H. Eskimos and Explorers. — 1999. — P. 8. — ISBN 0-8032-8613-9.
3. ↑  Хотимский Д. А. К вопросу об эффекте Новой Земли и чести Геррита де Вейра // Вспомогательные и специальные науки истории в XX — начале XXI в.: призвание, творчество, общественное служение историка: Материалы XXVI Междунар. науч. конф. Москва, 14-15 апреля 2014 г. — М.: РГГУ, 2014. — С. 395—398. ISBN 978-5-7281-1595-3
4. ↑  Использован сокращенный перевод раздела о верхних миражах из английской части Википедии
5. ↑  Перельман Я. И. «Занимательная физика». Книга 1. Глава 8. Отражение и преломление света
6. ↑  Durst and Bull. Met. Mag. 85. — 1956. — С. 237—242.
7. ↑  Andrew, Young. Annotated bibliography of mirages, green flashes, atmospheric refraction, etc (англ.). Архивировано 9 марта 2011 года.
8. ↑  David K. Lynch & William Livingston. Color and Light in Nature. — 2nd. — Cambridge, UK: Cambridge University Press, 2001. — С. 58. — ISBN 978-0-521-77504-5.